# Cedric Gibbons
Cedric Gibbons, o Austin Cedric Gibbons (Dublín, 23 de març de 1893 − Hollywood, 26 de juliol de 1960), va ser un director artístic cinematogràfic irlandès.
Cedric Gibbons estudia arquitectura a la New York's Art Students League. Treballa llavors amb el seu pare, que també era arquitecte. Arrenca la seva carrera el 1915 com a ajudant d'Hugo Ballin als estudis Edison. El 1918, és contractat per Samuel Goldwyn com a director artístic. La fundació de la MGM el 1924 li suposa supervisar el conjunt de la producció durant 32 anys, permetent per contracte que el seu nom aparèixi com a Director artístic  als crèdits de més de 1500 pel·lícules! En el transcurs dels anys, desenvolupa la imatge  típica de la MGM. Gibbons es va casar, en primeres noces, amb l'actriu mexicana Dolores del Rio. La seva segona esposa, Hazel Brooks, era igualment actriu. La seva neboda, Sandra Shaw, va estar casada amb Gary Cooper.
Se li deu la creació de la figureta dels Oscars, així com el rècord de nominacions (37) i premis (11) en aquests mateixos Oscars.

## Oscars

### Guanyats per la millor direcció artística
- The Bridge of San Luis Rey (1929)
- a viuda alegre (The Merry Widow) (1934)
- Pride and Prejudice (1940)
- Blossoms in the Dust (1941)
- Gaslight (1944)
- El despertar (The Yearling) (1946)
- Donetes (Little Women) (1949)
- Un americà a París (An American in Paris) (1951)
- Captius del mal (The Bad and the Beautiful) (1952)
- Julius Caesar (1953)
- Somebody Up There Likes Me (1957)

### Nominades per la millor direcció artística
- When Ladies Meet (1933)
- Romeo and Juliet (1936)
- The Great Ziegfeld (1936)
- Conquest (1937)
- Maria Antonieta (Marie-Antoinette) (1938)
- El màgic d'Oz (The Wizard of Oz) (1939)
- Bitter Sweet (1940)
- When Ladies Meet (1941)
- Random Harvest (1942)
- Madame Curie (1943)
- Thousands Cheer (1943)
- Kismet (1944)
- El foc de la joventut (National Velvet) (1944)
- The Picture of Dorian Gray (1945)
- Madame Bovary (1949)
- Annie Get Your Gun (1950)
- The Red Danube (1950)
- Too Young to Kiss (1951)
- Quo Vadis (1951)
- La viuda alegre (The Merry Widow) (1952)
- Lili (1953)
- The Story of Three Loves (1953)
- La reina verge (Young Bess) (1953)
- Brigadoon (1954)
- Executive Suite (1954)
- I'll Cry Tomorrow (1955)
- La jungla de les pissarres (Blackboard Jungle) (1955)
- Van Gogh, la passió de viure (Lust for Life) (1956)